# Obmaciv, Bahmaci
Obmaciv (în ucraineană Обмачів) este localitatea de reședință a comunei Obmaciv din raionul Bahmaci, regiunea Cernihiv, Ucraina.

## Demografie
Componența lingvistică a localității Obmaciv
     Ucraineană (99,41%)
     Alte limbi (0,59%)
Conform recensământului din 2001, majoritatea populației localității Obmaciv era vorbitoare de ucraineană (99,41%), existând în minoritate și vorbitori de alte limbi.